# Robert Brooke (politico)
Robert Brooke (1761 – 1799) è stato un politico statunitense.

## Biografia
Fu il decimo governatore della Virginia. Nato nello stato della Virginia era il figlio di Richard Brooke e di Ann Hay Taliaferro, (nata nel 7 settembre 1731) di origini italiane. Viaggiò in Europa e venne educato all'Università di Edimburgo.
Entrato nei militari seguendo il capitano Larkin Smith della cavalleria, venne catturato e imprigionato nei pressi di Richmond da Simcoe nel 1781, venne poi liberato grazie ad uno scambio.
Nel 1786 sposò Maria Ritchie da cui ebbe Richard Brooke (nato il 14 agosto 1787).

## Riconoscimenti
La contea di Brooke è stata chiamata così in suo onore.